# Chant pour une semence
Chant pour une semence es un álbum de estudio de la banda chilena Inti-Illimani junto con la cantautora Isabel Parra y la francesa Francesca Solleville (como recitadora), lanzado en 1985 en Francia. Corresponde al vigésimo primer álbum oficial de Inti-Illimani.
Las pistas del disco están basadas en décimas de Violeta Parra, desarrollándose una estructura de cantata musical (canción-relato, relato-canción) musicalizada por el maestro Luis Advis.
El disco corresponde a la cuarta versión del álbum homónimo Canto para una semilla, publicado en 1972 bajo el sello chileno DICAP.

## Lista de canciones[2]
| N.º | Título          | Escritor(es)              | Duración |  |
| 1.  | «Los parientes» | Violeta Parra, Luis Advis |          |  |
| 2.  | «La infancia»   | Violeta Parra, Luis Advis |          |  |
| 3.  | «El amor»       | Violeta Parra, Luis Advis |          |  |
| 4.  | «El compromiso» | Violeta Parra, Luis Advis |          |  |
| 5.  | «La denuncia»   | Violeta Parra, Luis Advis |          |  |
| 6.  | «La esperanza»  | Violeta Parra, Luis Advis |          |  |
| 7.  | «La muerte»     | Violeta Parra, Luis Advis |          |  |
| 8.  | «Epílogo»       | Violeta Parra, Luis Advis |          |  |
| 9.  | «Canción final» | Violeta Parra, Luis Advis |          |  |

## Otras versiones
Este álbum corresponde a la cuarta y última versión del álbum original Canto para una semilla, publicado en Chile en 1972, antes que Inti-Illimani e Isabel Parra se exiliaran en Europa producto de la dictadura militar en su país.
Las otras versiones del mismo álbum son las siguientes, siendo en cada una reemplazada la relatora por una artista diferente:
- Canto para una semilla, versión de 1978 con Marés González.
- Canto per un seme, versión italiana del mismo 1978, con Edmonda Aldini.

## Créditos
- Francesca Solleville: relatora
- Isabel Parra
- Inti-Illimani